# Tyron Zeuge
Tyron Zeuge (ur. 12 maja 1992 w Berlinie) – niemiecki bokser, były zawodowy mistrz świata WBA Regular w wadze super średniej.

## Kariera
Od początku zawodowej kariery jest związany z grupą Sauerland Event. Pierwszą profesjonalną walkę stoczył w wieku zaledwie 19 lat. W Kilonii znokautował w pierwszej rundzie Jewgienija Baudańskiego.
W dwunastej zawodowej walce wywalczył tytuł młodzieżowego mistrza świata federacji WBO, pokonując na punkty Giorgi Beroshviliego (10-0-2) z Gruzji.
16 sierpnia 2014 roku zdobył tytuł IBF International, po pokonaniu w Erfurcie przez TKO w 9 rundzie Bakera Barakata (40-16-4).
16 lipca 2016 roku stanął z Giovannim De Carolisem (24-6, 12 KO) do walki o tytuł mistrza świata WBA Regular. Pojedynek odbył się w Berlinie i zakończył się punktowym remisem (114-114, 114-114, 115-114).
5 listopada 2016 roku ponownie zawalczył z De Carolisem (24-6-1, 12 KO). Tym razem do walki doszło w Poczdamie. Wygrał przez nokaut w ostatniej, dwunastej rundzie i został ogłoszony nowym mistrzem świata.
25 marca 2017 roku w pierwszej obronie mistrzowskiego tytułu zmierzył się z Nigeryjczykiem Isaacem Ekpo (31-2, 24 KO). Walka została przerwana po piątej rundzie ze względu na kontuzję łuku brwiowego Zeuge. Sędziowie podliczyli punkty i ogłosili zwycięstwo obrońcy tytułu.
17 czerwca 2017 roku w Wetzlar w drugiej obronie mistrzowskiego pasa WBA pokonał na punkty (3x 119-108) Brytyjczyka Paula Smitha (38-6, 22 KO).
14 lipca 2018 roku w Offenburgu przegrał przez TKO w 5. rundzie z Brytyjczykiem Rockym Fieldingiem (27-1, 15 KO), tracąc na jego rzecz tytuł mistrza świata WBA w wersji regularnej.